# Australian Open 2022 - Doppio femminile in carrozzina
Diede de Groot e Aniek van Koot erano le campionesse in carica e hanno difeso il titolo, battendo in finale Yui Kamiji e Lucy Shuker con il punteggio di 7-5, 3-6, [10-2].

## Teste di serie
1. Diede de Groot /  Aniek van Koot (campionesse)

1. Yui Kamiji /  Lucy Shuker (finale)

## Tabellone

### Legenda
| - Q = Qualificato - WC = Wild card - LL = Lucky loser | - ALT = Alternate - SE = Special Exempt - PR = Protected Ranking | - w/o = Walkover - r = Ritirato - d = Squalificato |

|  | Semifinali | Semifinali                        | Semifinali                        | Semifinali | Semifinali |  |  | Finale | Finale                        | Finale | Finale | Finale |  |
|  |            |                                   |                                   |            |            |  |  |        |                               |        |        |        |  |
|  | 1          | Diede de Groot Aniek van Koot     | Diede de Groot Aniek van Koot     | 6          | 6          |  |  |        |                               |        |        |        |  |
|  |            | Dana Mathewson Kgothatso Montjane | Dana Mathewson Kgothatso Montjane | 0          | 3          |  |  | 1      | Diede de Groot Aniek van Koot | 7      | 3      | [10]   |  |
|  |            | Jiske Griffioen Zhu Zhenzhen      | Jiske Griffioen Zhu Zhenzhen      | 2          | 3          |  |  | 2      | Yui Kamiji Lucy Shuker        | 5      | 6      | [2]    |  |
|  | 2          | Yui Kamiji Lucy Shuker            | Yui Kamiji Lucy Shuker            | 6          | 6          |  |  |        |                               |        |        |        |  |